# أنتوني راي هينتون
أنتوني راي هينتون (بالإنجليزية: Anthony Ray Hinton) هو كاتب أمريكي، ولد في 1 يونيو 1956.